# Браунфельс, Вальтер
Вальтер Браунфельс (нем. Walter Braunfels; 19 декабря 1882 года, Франкфурт-на-Майне — 19 марта 1954 года, Кёльн) — немецкий композитор, пианист и музыкальный педагог.

## Биография
Начал учиться игре на фортепиано у своей матери, приходившейся внучатой племянницей Людвигу Шпору. Затем учился во франкфуртской консерватории Хоха у Джеймса Кваста. В дальнейшем Браунфельс собирался заниматься правом и экономикой и поступил в Мюнхенский университет, однако знакомство с «Тристаном и Изольдой» Вагнера привело его к решению профессионально заняться музыкой. В 1902 г. он отправился в Вену, где занимался фортепиано с Теодором Лешетицким, а затем вернулся в Мюнхен изучать композицию у Феликса Мотля и Людвига Тюйе.
Браунфельс концертировал как пианист вплоть до конца 1940-х гг. Пик его композиторской популярности пришёлся на 1920-30-е гг., когда появился ряд его опер, начиная с оперы «Птицы» (нем. Die Vögel; 1920, по одноимённой комедии Аристофана). В 1925 г. он вместе с Германом Абендротом занимался реформированием Кёльнской Высшей школы музыки и до 1933 г. возглавлял её — но с установлением нацистского режима вынужден был, как наполовину еврей, уйти в отставку и вплоть до окончания Второй мировой войны не появлялся в публичной сфере, хоть и продолжал сочинять, проживая в Швейцарии. В 1947 г. Браунфельс вновь стал во главе Кёльнской Высшей школы музыки. Среди его известных учеников Рейнхард Шварц-Шиллинг.
Браунфельсу принадлежит девять опер, начиная с ранних «Золотого горшка» (нем. Der goldene Topf), «Принцессы Брамбиллы» (нем. Prinzessin Brambilla; 1909, вторая редакция 1931, по Гофману) и «Уленшпигеля» (нем. Ulenspiegel; 1913, по Шарлю де Костеру). Им также созданы «Шабаш ведьм» для фортепиано с оркестром, «Шотландская фантазия» для альта с оркестром, Te Deum для сопрано, тенора, хора, оркестра и органа, музыка к «Макбету», другие оркестровые и хоровые произведения.